# Aufschluss der Eifelwasserleitung mit Durchlass bei Kall-Urft

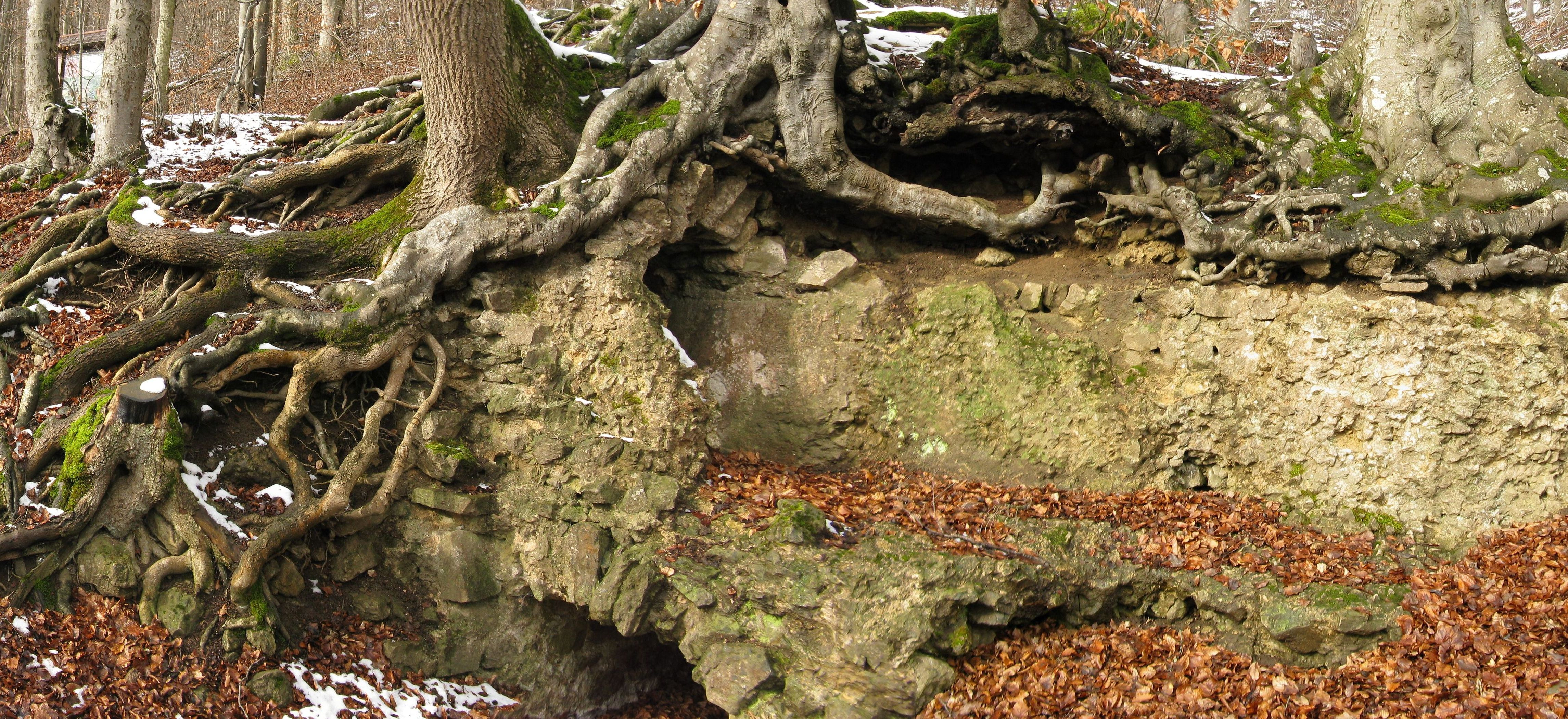
Aufschluss von Urft mit kleiner Aquäduktbrücke

Ein Aufschluss der Eifelwasserleitung mit Durchlass befindet sich bei Kall-Urft in der Nähe der Burg Dalbenden knapp hinter der Gemarkungsgrenze in der Gemarkung Keldenich. Mit Hilfe von Durchlässen unter der römischen Eifelwasserleitung, die die Colonia Claudia Ara Agrippinensium, das antike Köln, mit Trinkwasser versorgte, überbrückten die Römer kleine Wasserläufe. So diente der Durchlass bei Urft der Überwindung eines kleinen Trockentals im nördlichen Talhang der Urft. Hier mussten die Römer besonders sparsam mit dem Gefälle umgehen, um die Wasserscheide zwischen Urft und Erft bzw. zwischen Maas und Rhein bei Kall-Dottel überwinden zu können. Im Bereich des Durchlasses war die ansonsten zum Schutz vor Frost unterirdisch geführte Wasserleitung für ein kleines Stück oberirdisch. Sie transportierte hier das Wasser von der Quellfassung am Grünen Pütz im Urfttal weiter zur Wasserscheide, hinter der sich die übrigen Quellgebiete der Eifelwasserleitung befanden. Das Trockental führte nur bei Regenfällen und Schneeschmelzen Wasser, das dann durch den Durchlass unter dem Kanal abgeleitet werden konnte, ohne dass er Schaden nahm.
Der Durchlass hat einen Bogen mit der lichten Weite von 0,9 m. Er ist heute nur von der Talseite aus einsehbar, da sich im Laufe der Zeit bergseitig vor dem Durchlass Geröll angesammelt hat. Das Bauwerk ist Station 6 des 2012 erneuerten Römerkanal-Wanderwegs und der bedeutendste Aufschluss der Eifelwasserleitung auf Kaller Gemeindegebiet bzw. zwischen Grüner Pütz und Klausbrunnen.